# 华金良
华金良（1964年7月—），河北容城人，汉族，中国共产党党员。中华人民共和国政治人物、第十三届全国人民代表大会地区代表。武警吉林省總隊政委，武警少將。

## 生平
中共十九大代表。2018年2月24日，当选为第十三届全国人大代表。